# Ay-sur-Moselle
Ay-sur-Moselle là một xã trong vùng Grand Est, thuộc tỉnh Moselle, quận Metz-Campagne, tổng Vigy. Tọa độ địa lý của xã là 49° 14' vĩ độ bắc, 06° 12' kinh độ đông. Ay-sur-Moselle nằm trên độ cao trung bình là 172 mét trên mực nước biển, có điểm thấp nhất là 154 mét và điểm cao nhất là 182 mét. Xã có diện tích 4,69 km², dân số vào thời điểm 1999 là 1525 người; mật độ dân số là 325 người/km². Xã đã được nhắc đến từ thời trung cổ với tên là Ayest. 1915–18 và 1940–44 xã mang tên Đức là Aich an der Mosel.

## Thông tin nhân khẩu
| 1962 | 1968  | 1975  | 1982  | 1990  | 1999  |
| ---- | ----- | ----- | ----- | ----- | ----- |
| 726  | 1.114 | 1.410 | 1.252 | 1.344 | 1.525 |